# Aerangis mystacidii
Aerangis mystacidii es una orquídea epífita originaria de África.

## Distribución y hábitat
Se encuentra  en Sudáfrica, Zimbabue, Mozambique, Malaui y Zambia en los bosques de ribera, a lo largo de quebradas y arroyos en las pequeñas ramitas dominando el agua, así como en los bosques siempreverdes o fuera de los bosques en lugares con alta precipitación lluviosa en alturas de entre 60 y 1800 m s. n. m.

## Descripción
Es una planta pequeña de tamaño que prefiere clima caliente a fresco, es epífita, con 2 a 8 hojas de 10 cm de largo, oblanceoladas a obovadas, coriáceas, ligeramente carnosas, con el ápice bi-lobulado de manera desigual. Florece con una inflorescencia arqueada, colgante de 30 cm de largo, que lleva de 3 a 25, fragantes flores que tienen 2.3 cm de ancho y se producen en el verano y el otoño.

## Cultivo
Las plantas se cultivan mejor colgadas en cestas. Normalmente requieren de iluminación moderada y temperaturas cálidas.  Si se encuentran colgadas las raíces deben ser regadas con frecuencia.  Las plantas deben ser cultivadas en medios que estén bien drenados, como fibras de helechos (para plantas pequeñas), y varias piezas gruesas de corteza de abeto, o musgo arborescente.

## Taxonomía
Aerangis mystacidii fue descrita por (Rchb.f.) Schltr. y publicado en Orchis. Monatsschrift der Deutschen Gesellschaft für Orchideenkunde 11: 17. 1917.
Etimología
El nombre del género Aerangis procede de las palabras griegas: aer = (aire) y angos = (urna), en referencia a la forma del labelo.
mystacidii: epíteto latino que significa "similar a Mystacidium".
Sinonimia
- Aerangis mystacidioides Schltr. 1915;
- Aerangis pachyura Schlechter 1918;
- Angraecum mystacidii Rchb.f. 1847;
- Angraecum pachyurum Rolfe 1813;
- Angraecum saundersiae Bolus 1888[1][4][5]